# Atsinas
Cet article concerne le peuple atsina. Pour la langue atsina, voir Atsina (langue). Pour les autres sens de Gros Ventre, voir Gros Ventre (homonymie).

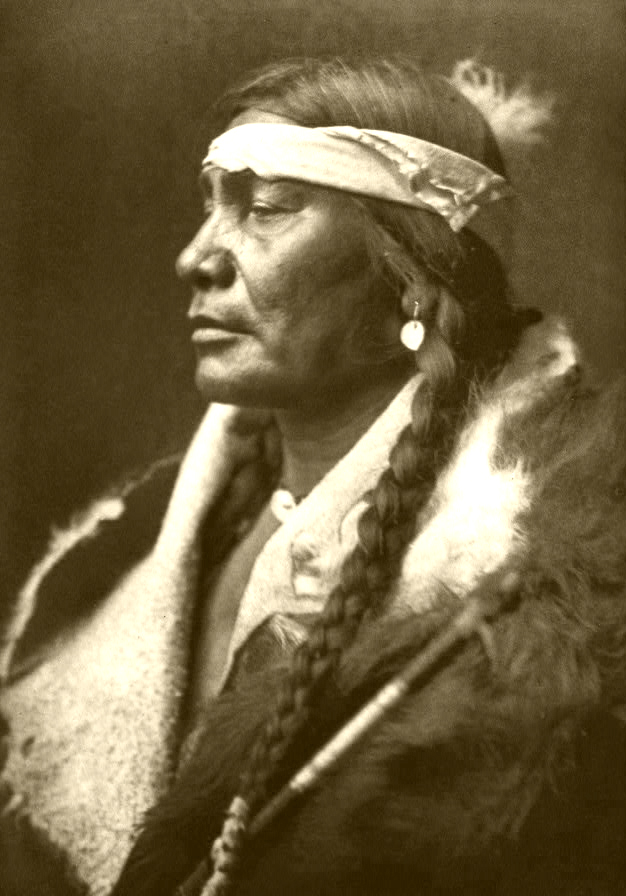
Un Atsina photographié par Edward Sheriff Curtis en 1909.

Les Atsinas ou A’aninin, aussi appelé Gros Ventres, sont une tribu amérindienne habitant les plaines du nord du Montana et du sud de la Saskatchewan, entre les rivières Missouri et Saskatchewan. Ils parlent une langue algonquienne, l'atsina.
Le nom « gros ventre » vient de la confusion des signes pour « argile blanche » en langue des signes des Indiens des Plaines, traduction littérale de A’aninin.
Les Atsinas sont une branche détachée des Arapahos, qui fut à une certaine époque associée aux Pieds-Noirs. Ils ne jouent pas un rôle important dans l'Histoire, et sont souvent regardés de haut par les autres Arapahos. Ils sont fréquemment confondus avec une tribu Hidatsa voisine, également appelée Gros Ventre. Les trappeurs français ont confondu le signe désignant les Atsinas (les mains déplacées le long du torse) et signifiant la faim avec le signe des Minatari Hidatsa qui désignait les tatouages que les hommes arboraient sur la poitrine.
Les Atsinas étaient une tribu des Plaines : ils suivaient les troupeaux de bisons, vivaient dans des tipis et commerçaient avec les autres tribus. Les fusils et les munitions qu'ils avaient reçus des Britanniques leur donnaient un avantage sur les autres bandes des Plaines comme les Shoshones.
Fin 1804, les membres de l'expédition Lewis et Clark ont cru qu'ils avaient rencontré des Atsinas alors qu'ils s'agissait en réalité de Hidatsas. Ceux-ci avaient enlevé Sacagawea, d'origine Shoshone, qui deviendra la guide-interprète de l'expédition. Pendant le voyage de retour en 1806, Lewis identifia à tort un groupe de Pieds-Noirs comme étant des Atsinas.
En 1888, les Atsinas ont été déplacés dans la réserve de Fort Belknap (Montana), qu'ils partagent avec les Assiniboines. En 1904, on comptait 535 Atsinas dans cette réserve. D'après le recensement de 1990, il reste 2 900 Atsinas, concentrés dans le centre nord du Montana.

## Personnalités
- James Welch (1940-2003), romancier et poète ; sa mère est Atsina[4],[5].